# ネルンストの定理
ネルンストの定理（ネルンストのていり、英: Nernst's theorem）は絶対零度で物質のエントロピーはゼロになるという熱力学・統計力学の命題。熱力学第三法則の表現のひとつである。

## 定式化
熱力学においてエントロピー {\displaystyle S} は状態量のひとつであり、物質の温度 {\displaystyle T} その他の状態量の関数とみなされる。ただし熱力学の枠内では（本定理あるいは熱力学第三法則を除くと）エントロピーはその値の差分だけに意味があり、任意の定数を加えて再定義することができる。ネルンストの定理は絶対零度 {\displaystyle T=0} においてエントロピー {\displaystyle S} はゼロであることを主張する。
{\displaystyle S(T=0)=0}
すなわち、後述のように熱力学の枠内ではネルンストの定理はエントロピーの原点 {\displaystyle S=0} を定めるものとみなされる。
統計力学の立場では、エントロピーは可能な状態数 {\displaystyle W} の対数（ボルツマンの原理）
{\displaystyle S=k_{\mathrm {B} }\ln W}
（{\displaystyle k_{\mathrm {B} }} はボルツマン定数）であり、絶対零度では物質は基底状態という特定のひとつの状態を取る結果として {\displaystyle S=0} となる。ただしこれは基底状態が一意である完全結晶などについてのみ成立し、基底状態が縮退して存在する不完全結晶などの場合には絶対零度でもゼロでないエントロピー（残留エントロピー, 英: residual entropy）が存在する。この場合、ネルンストの定理は
{\displaystyle \lim _{N\to \infty }{\frac {S(T=0)}{N}}=0}
を意味する。また、ネルンストの定理は量子統計力学に基づくものであり、本質的に古典的な系については必ずしも適用できない。

## 帰結
ネルンストの定理はエントロピー {\displaystyle S} の積分定数を定めるものとみなされる。すなわち、ある圧力 {\displaystyle p} のもとで、すべての温度 {\displaystyle T} での定圧比熱 {\displaystyle C_{p}} の値が既知であるならば、温度 {\displaystyle T} でのエントロピーは積分
{\displaystyle S(T,p)=\int _{0}^{T}{\frac {C_{p}(T,p)}{T}}dT}
により与えられるが、ネルンストの定理はこの等式において積分定数を如何に定めればよいのかを指定するものと理解される。なお上式では絶対零度から温度 {\displaystyle T} の間に相転移はないものと仮定されており、例えば温度 {\displaystyle T_{m}} で潜熱 {\displaystyle \Delta H_{m}} を伴う相転移がある場合にはこの等式は
{\displaystyle S(T,p)=\int _{0}^{T_{m}}{\frac {C_{p}(T,p)}{T}}dT+{\frac {\Delta H_{m}}{T_{m}}}+\int _{T_{m}}^{T}{\frac {C_{p}(T,p)}{T}}dT}
へと修正される。
ネルンストの定理から、物質の定積比熱 {\displaystyle C_{v}} および定圧比熱 {\displaystyle C_{p}} は絶対零度でゼロになることが従う。
{\displaystyle \lim _{T\to 0}C_{v}=\lim _{T\to 0}C_{p}=0}
さらに、両比熱の差 {\displaystyle C_{p}-C_{v}} は {\displaystyle C_{p}} より急速にゼロに向かう。
{\displaystyle \lim _{T\to 0}{\frac {C_{p}-C_{v}}{C_{p}}}=0}
同様に、熱膨張係数 {\displaystyle \alpha } やそれと等温圧縮率 {\displaystyle \kappa _{T}} との比もまた絶対零度でゼロとなる。
{\displaystyle \lim _{T\to 0}\alpha =0}
{\displaystyle \lim _{T\to 0}{\frac {\alpha }{\kappa _{T}}}=0}

## 歴史
20世紀初頭の時点で、多くの化学反応では温度が低ければ等温等圧過程でのエンタルピーの変化 {\displaystyle \Delta H} （あるいは内部エネルギーの変化 {\displaystyle \Delta U}）とギブスの自由エネルギーの変化 {\displaystyle \Delta G} （あるいはヘルムホルツの自由エネルギーの変化 {\displaystyle \Delta F}）は近い値を取ることが知られていた。例えばセオドア・リチャーズは1902年にガルバニ電池の起電力は低温では反応による内部エネルギーの変化に比例するようになることを示している。ギブズ-ヘルムホルツの式
{\displaystyle \Delta H=\Delta G-T\left({\frac {\partial \Delta G}{\partial T}}\right)_{p}}
からは、{\displaystyle T\left({\frac {\partial \Delta G}{\partial T}}\right)_{p}} が {\displaystyle T\to 0} でゼロとなればこのことが成立することがわかる。
1906年にヴァルター・ネルンストは、固体や液体における化学反応に関して {\displaystyle \Delta H} と {\displaystyle \Delta G} の温度微分自体が絶対零度 {\displaystyle T\to 0} においてゼロになると考えた。
{\displaystyle \lim _{T\to 0}\left({\frac {\partial \Delta G}{\partial T}}\right)_{p}=\lim _{T\to 0}\left({\frac {\partial \Delta H}{\partial T}}\right)_{p}=0}
この主張は、温度 {\displaystyle T} の任意の等温過程におけるエントロピー変化 {\displaystyle \Delta S} は絶対零度でゼロになる、すなわち
{\displaystyle \lim _{T\to 0}\Delta S=0}
が成立する、あるいは、絶対零度近傍ではすべての熱平衡を保つ等温反応はエントロピー変化を生じない、と言い換えられる。この主張はネルンストの熱定理（英: Nernst heat theorem）として知られている。
1911年にマックス・プランクはエントロピーの差がゼロになるだけでなく、エントロピーそれ自体が絶対零度でゼロであると唱えた。
{\displaystyle \lim _{T\to 0}S=0}
このプランクの定式化が現在ネルンストの定理あるいは熱力学第三法則と呼ばれるものである。プランクの考えはネルンストのものから大きく飛躍しており、この主張をネルンスト・プランクの定理と呼ぶこともある。